# Great River of Grand Bacolet
Der Great River of Grand Bacolet (französisch Riviere du Grand Bacolet) ist ein Fluss auf der Insel Grenada im Atlantik.

## Geographie
Der Fluss entspringt am Hang oberhalb von Mamma Cannes im Zentrum von Grenada. er verläuft nach Osten, durchquert das Ortsgebiet von Mama Cannes und von Marquis. Dann erhält er kurz vor dem Eintritt in die Ebene der Great Bacolet Bay Zufluss durch den kleinen Saint Francis River von links und Norden. Nach Kurzem  mündet er bei Grand Bacolet Estate in der Bucht in den Atlantik.
Nur wenige hundert Meter weiter nördlich mündet der Little River of Great Bacolet.